# Hashimoto Shintarō
Hashimoto Shintarō (japanisch 橋本 信太郎; * 11. Mai 1892; † 16. Mai 1945 in der Malakkastraße) war ein Vizeadmiral der Kaiserlich Japanischen Marine im Zweiten Weltkrieg.

## Leben
Hashimoto besuchte die japanische Marineakademie, die er mit Erfolg 1913 abschloss. Anschließend diente er auf verschiedenen Schiffen und studierte von 1925 bis 1926 an der Marinestabshochschule. Als bekannter Torpedospezialist kommandierte er Ende der 1920er und in den 1930er Jahren einige Zerstörerdivisionen. Vom 1. Dezember 1937 bis zum 15. November 1939 leitete er als Stabschef den Marinebezirk Ryojun.
Zu Beginn der Kampfhandlungen im Pazifik stand seine Division, bestehend aus zehn Zerstörern, sechs Minensuchbooten und drei U-Jagd-Booten unter dem Oberbefehl von Vizeadmiral Ozawa Jisaburō. Sie fuhr Geleitschutz für die Transporter, die am 8. Dezember 1941 bei Kota Bharu auf der malaiischen Halbinsel die ersten Invasionstruppen absetzten.
Ende Januar und Anfang Februar 1942 geleiteten seine Schiffe die Invasionseinheiten nach Balikpapan und Bandjermasin auf Borneo.
Im Juni des Jahres kommandierte Hashimoto das 3. Zerstörergeschwader, die aus der 11. und der 9. Zerstörerdivision gebildet worden war. Sie diente als Deckungsflotte für die Operation MI, der vorgesehenen Invasion von Midway unter dem Oberbefehl von Admiral Yamamoto Isoroku. Mitte November befehligte Hashimoto die schnelle Eingreifflotte bei der Schlacht in der Salomonensee.
Am 25. November 1943 wurde ihm das Kommando der 5. Kreuzerdivision übertragen, die im Februar 1944 Teil der von Vizeadmiral Fukudome Shigeru geführten 10. Bereichsflotte wurde. Am 15. Oktober 1944 erfolgte seine Beförderung zum Vizeadmiral.
Hashimoto Shintarō starb am 16. Mai 1945 an Bord des Schweren Kreuzers Haguro, der etwa 45 Kilometer südwestlich von Penang in der Straße von Malakka von fünf britischen Zerstörern der 26. Zerstörerflottille unter Captain Manley L. Power mit drei Torpedotreffern versenkt wurde (Schlacht in der Straße von Malakka).